# Grup Junts per la República
El Grup Junts per la República (en francès: Groupe Ensemble pour la République) és un grup parlamentari de l'Assemblea Nacional francesa, impulsat per Renaixement.
Es va constituir arran de les eleccions legislatives del 2017, quan el grup va mantenir la majoria absoluta. Posteriorment, la seva força s'ha anat reduint progressivament fins a la norantena de les eleccions de 2024. Després d'aquestes, el grup està compost per 85 escons de Renaixement i 8 diputats de partits minoritaris.

## Composició

### Composició actual
| Partit                     | Partit   | Nom                    | Circumscripció              |
| -------------------------- | -------- | ---------------------- | --------------------------- |
|                            | RE       | David Amiel            | 13a de París                |
| Pieyre-Alexandre Anglade   | RE       | 4a de l'estranger      |                             |
| Danièle Carteron           | RE       | 2a de l'Alta Savoia    |                             |
| Gabriel Attal              | RE       | 10a dels Alts del Sena |                             |
| Aurore Bergé               | RE       | 1a d'Yvelines          |                             |
| Hervé Berville             | RE       | 2a de Costes d'Armor   |                             |
| Élisabeth Borne            | RE       | 6a de Calvados         |                             |
| Éric Bothorel              | RE       | 5a de Costes d'Armor   |                             |
| Florent Boudié             | RE       | 10a de Gironda         |                             |
| Yaël Braun-Pivet           | RE       | 5a d'Yvelines          |                             |
| Christophe Mongardien      | RE       | 13 dels Alts del Sena  |                             |
| Anthony Brosse             | RE       | 5a de Loiret           |                             |
| Danielle Brulebois         | RE       | 1a de Jura             |                             |
| Stéphane Buchou            | RE       | 3a de la Vendée        |                             |
| Françoise Buffet           | RE       | 4a de Baix Rin         |                             |
| Céline Calvez              | RE       | 5a dels Alts del Sena  |                             |
| Vincent Caure              | RE       | 3a de l'estranger      |                             |
| Thomas Cazenave            | RE       | 1a de Gironda          |                             |
| Jean-René Cazeneuve        | RE       | 1a de Gers             |                             |
| Pierre Cazeneuve           | RE       | 7a dels Alts del Sena  |                             |
| François Cormier-Bouligeon | RE       | 1a de Cher             |                             |
| Gérald Darmanin            | RE       | 10a del Nord           |                             |
| Julie Delpech              | RE       | 1a de Sarthe           |                             |
| Benjamin Dirx              | RE       | 1a de Saona i Loira    |                             |
| Nicole Dubré-Chirat        | RE       | 6a de Maine i Loira    |                             |
| Marie-Ange Rousselot       | RE       | 6a de l'estranger      |                             |
| Jean-Marie Fiévet          | RE       | 3a de Deux-Sèvres      |                             |
| Jean-Luc Fugit             | RE       | 11a de Roine           |                             |
| Thomas Gassilloud          | RE       | 10 de Roine            |                             |
| Rémi Provendier            | RE       | 11a de l'estranger     |                             |
| Sophie Delorme             | RE       | 3a d'Ain               |                             |
| Camille Galliard-Minier    | RE       | 1a d'Isèra             |                             |
| Guillaume Gouffier Valente | RE       | 6a de Vall del Marne   |                             |
| Olivia Grégoire            | RE       | 12a de París           |                             |
| Joséphine Missoffe         | RE       | 14a de París           |                             |
| Jean-Michel Jacques        | RE       | 6a de Morbihan         |                             |
| Brigitte Klinkert          | RE       | 1a de l'Alt Rin        |                             |
| Daniel Labaronne           | RE       | 2a d'Indre i Loira     |                             |
| Amal Amélia Lakrafi        | RE       | 10a de l'estranger     |                             |
| Michel Lauzzana            | RE       | 1a d'Òlt i Garona      |                             |
| Sandrine Le Feur           | RE       | 4a de Finisterre       |                             |
| Didier Le Gac              | RE       | 3a de Finisterre       |                             |
| Annaïg Le Meur             | RE       | 1a de Finisterre       |                             |
| Christine Le Nabour        | RE       | 5a d'Ille i Vilaine    |                             |
| Nicole Le Peih             | RE       | 3a de Morbihan         |                             |
| Marie Lebec                | RE       | 4a d'Yvelines          |                             |
| Mathieu Lefèvre            | RE       | 5a de Vall del Marne   |                             |
| Roland Lescure             | RE       | 1a de l'estranger      |                             |
| Brigitte Liso              | RE       | 4a del Nord            |                             |
| Sylvain Maillard           | RE       | 1a de París            |                             |
| Christophe Marion          | RE       | 3a de Loir i Cher      |                             |
| Sandra Marsaud             | RE       | 2a de Charente         |                             |
| Denis Masséglia            | RE       | 5a de Maine i Loira    |                             |
| Stéphane Mazars            | RE       | 1a d'Avairon           |                             |
| Graziella Melchior         | RE       | 5a de Finisterre       |                             |
| Paul Midy                  | RE       | 5a d'Essonne           |                             |
| Laure Miller               | RE       | 2a del Marne           |                             |
| Karl Olive                 | RE       | 12a d'Yvelines         |                             |
| Pauline Levasseur          | RE       | 2a de Pas de Calais    |                             |
| Sophie Panonacle           | RE       | 8a de Gironda          |                             |
| Emmanuelle Hoffman         | RE       | 4a de París            |                             |
| Natalia Pouzyreff          | RE       | 6a d'Yvelines          |                             |
| Franck Riester             | RE       | 5a de Sena i Marne     |                             |
| Véronique Riotton          | RE       | 1a de l'Alta Savoia    |                             |
| Stéphanie Rist             | RE       | 1a de Loiret           |                             |
| Marie-Pierre Rixain        | RE       | 4a d'Essonne           |                             |
| Charles Rodwell            | RE       | 1a d'Yvelines          |                             |
| Jean-François Rousset      | RE       | 3a de l'Avairon        |                             |
| Stéphane Séjourné          | RE       | 9a dels Alts del Sena  |                             |
| Mikaele Seo                | RE       | 1a de Wallis i Futuna  |                             |
| Charles Sitzenstuhl        | RE       | 5a de Baix Rin         |                             |
| Bertrand Sorre             | RE       | 2a de la Manche        |                             |
| Violette Spillebout        | RE       | 9a del Nord            |                             |
| Liliana Tanguy             | RE       | 7a de Finisterre       |                             |
| Jean Terlier               | RE       | 3a de Tarn             |                             |
| Prisca Thevenot            | RE       | 8a dels Alts del Sena  |                             |
| Annie Vidal                | RE       | 2a de Sena Marítim     |                             |
| Corinne Vignon             | RE       | 3a d'Alta Garona       |                             |
| Éric Woerth                | RE       | 4a d'Oise              |                             |
| Caroline Yadan             | RE       | 8a de l'estranger      |                             |
|                            | Horizons | Philippe Fait          | 4a de Pas de Calais         |
|                            | Tapura   | Moerani Frébault       | 1a de la Polinèsia Francesa |
|                            | DVD      | Jean Laussucq          | 2a de París                 |
|                            | GNC      | Nicolas Metzdorf       | 1a de Nova Caledònia        |

##### Llista d'afiliats
| Partit            | Partit | Nom               | Circumscripció        |
| ----------------- | ------ | ----------------- | --------------------- |
|                   | RE     | Olivier Becht     | 5a de l'Alt Rin       |
| Belkhir Belhaddad | RE     | 1a de la Mosel·la |                       |
| Eléonore Caroit   | RE     | 2a de l'estranger |                       |
| Lionel Causse     | RE     | 2a dels Landes    |                       |
| Yannick Chenevard | RE     | 1a de Var         |                       |
|                   | DVD    | Sébastien Huyghe  | 5a del Nord           |
|                   | AC     | Constance Le Grip | 6a dels Alts del Sena |
|                   | PRV    | Bastien Marchive  | 1a de Deux-Sèvres     |
|                   | RE     | Ludovic Mendes    | 2a de la Mosel·la     |
| Stéphane Travert  | RE     | 3a de la Manche   |                       |
|                   | DVC    | Stéphane Vojetta  | 5a de l'estranger     |

### Composició històrica
| Leg. | Any         | Nom                    | Membres | Afiliats | Total     | +/- | %       |
| ---- | ----------- | ---------------------- | ------- | -------- | --------- | --- | ------- |
| XV   | 2017        | La República en marxa  | 309     | 5        | 314 / 577 | Nou | 54,42 % |
| XV   | 2022        | La República en marxa  | 263     | 4        | 267 / 577 | 47  | 46,27 % |
| XVI  | 2022        | Renaixement            | 168     | 4        | 172 / 577 | 95  | 29,81 % |
| XVII | 2024        | Junts per la República | 87      | 12       | 99 / 577  | 73  | 17,25 % |
| XVII | 2024 (set.) | Junts per la República | 84      | 11       | 95 / 577  | 4   | 16,46 % |
| XVII | 2024 (oct.) | Junts per la República | 83      | 11       | 94 / 577  | 1   | 16,29 % |
| XVII | 2024 (nov.) | Junts per la República | 82      | 11       | 93 / 577  | 1   | 16,11 % |

## Organització

### Presidents
|  | Nom                 | Mandat                 | Mandat                 | Notes |
|  | ------------------- | ---------------------- | ---------------------- | --- |
|  | Richard Ferrand     | 24 de juny de 2017     | 12 de setembre de 2018 | Diputat de Finisterre, va deixar el càrrec al 2018 quan va ser escollit president de l'Assemblea Nacional.            |
|  | Gilles Le Gendre    | 12 de setembre de 2018 | 10 de setembre de 2020 | Diputat de París, va ser elegit president el 2018 i reelegit el 2019. Va deixar aquest càrrec el 2020.                |
|  | Christophe Castaner | 10 de setembre de 2020 | 21 de juny de 2022     | Diputat per Alps de l'Alta Provença. Va perdre el seu mandat com a diputat durant les eleccions legislatives de 2022. |
|  | Aurore Bergé        | 28 de juny de 2022     | 20 de juliol de 2023   | Diputada per Yvelines, va deixar el càrrec després del seu nomenament com a Ministra de Solidaritat i Famílies.       |
|  | Sylvain Maillard    | 26 de juliol de 2023   | 9 de juny de 2024      | Diputat per París. |
|  | Gabriel Attal       | 18 de juliol de 2024   | En curs                | Diputat dels Alts del Sena.                                                                                           |